# Admetos z Epiru
Admetos (gr.: Αδμητος, Admētos) – pierwszy znany król epirockich Molossów z dynastii Ajakidów w latach ok. 480–430 p.n.e.
Admetos panował w czasach Temistoklesa (ok. 524–459 p.n.e.), wodza ateńskiego. Ok. r. 470 p.n.e. Spartanie oskarżali Ateńczyka o sprzymierzenie się z królem perskim na zgubę Grecji oraz domagali się dla niego kary śmierci. Sąd Ateńczyków zaocznie skazał go za zdradę. Temistokles przebywając na Peloponezie, dowiedział się co zaszło. Postanowił uciec na Korkyrę, która miała zobowiązania wobec niego. Mieszkańcy jednak nie chcąc zatargu ze Spartanami i Ateńczykami, odesłali go na ląd stały. Ścigany Temistokles był zmuszony szukać pomocy u króla Molossów Admetosa, który nie był wobec niego przyjazny. Król w tym czasie był nieobecny. Ateńczyk zwrócił się więc o pomoc do jego żony Ftii I. Ta poradziła mu wziąć ich dziecko i usiąść przy ognisku. Kiedy przybył Admetos, Temistokles przedstawił się oraz prosił o łaskę dla wygnańca. Prosił także o przebaczenie, ponieważ będąc u szczytu potęgi politycznej sprzeciwił się jego prośbom skierowanym do Ateńczyków. Obawiał się z tego powodu zemsty ze strony króla. Admetos, wysłuchawszy usprawiedliwień, kazał mu jednak wstać z synkiem – była to największa prośba o opiekę. Po pewnym czasie zjawili się wysłańcy po skazanego. Król, po wysłuchaniu ich argumentów, postanowił nie wydawać podopiecznego. Ten sprowadził ukradkiem żonę i dzieci. Potem poprosił, celem spotkania z królem perskim, Admetosa o odesłanie ich lądem do Pydny. 
Nie posiadamy informacji, kiedy zmarł Admetos. Prawdopodobnie było to ok. r. 450 p.n.e. Pozostawił po sobie syna nieznanego imienia z żony Ftii I, który został następcą na tronie epirockich Molossów. Ten urodził się prawdopodobnie ok. 470 p.n.e., a zmarł ok. r. 430 p.n.e.